# Proletariát
Proletariát je ve společenské teorii Karla Marxe a v revolučním marxismu třída, jejíž příslušníci (proletáři, dělníci a zaměstnanci) nevlastní výrobní prostředky a jsou tedy svou obživou závislí na jejich vlastnících (kapitalistech, buržoazii). Ti toho využívají, nutí proletáře pracovat za nevýhodných podmínek a vzniklou nadhodnotu si přivlastňují. Cílem komunistů je pomocí proletářské revoluce výrobní prostředky vyvlastnit, učinit je majetkem celé společnosti, a tím vykořisťování a vůbec i dělení společnosti na třídy definitivně zrušit.
Od dělníků, proletariátu schopného organizované akce, odlišoval Marx tzv. lumpenproletariát (z něm. Lumpen, hadry), politicky zcela neschopný.

## Historie
Slovo proletariát pochází z latinského proles, potomstvo, a v antickém Římě označovalo nejnižší společenskou vrstvu lidí bez majetku a bez práv, která obci přispívala jen tím, že měla děti. Od 4. století, když Římská říše trpěla úbytkem obyvatelstva, dostávali rodiče alespoň tří dětí automaticky občanská práva.
V polovině 19. století se slovo opět objevilo, nejprve ve francouzštině, pro popis společenského postavení zejména továrních dělníků. Vznik moderního proletariátu úzce souvisí s modernizací, zejména se vznikem průmyslu, který nabízel obživu i těm, kdo neměli vlastní půdu a v tradiční zemědělské společnosti by tak záviseli na příbuzných. Statisíce mladých lidí odcházely do měst, kde žili sice velmi chudě, ale samostatně a mohli dokonce zakládat vlastní rodiny. Podobný proces „proletarizace“ zemědělců, jaký v Evropě probíhal od konce 18. století, probíhá v současnosti například v Číně.
Bídné podmínky přistěhovalých dělníků zejména v anglických městech popsal například Charles Dickens. Zlepšení jejich osudu se věnovali tzv. utopičtí socialisté (Charles Fourier, Henri de Saint-Simon, Robert Owen). Protože tehdy zcela chybělo jakékoli sociální zákonodárství a pojištění, nebyla omezena délka pracovní doby ani práce dětí a protože dělníci neměli právo volit, organizovat se a stávkovat, přičemž byli nuceni přijímat práci za jakoukoli mzdu a za jakýchkoli podmínek, zavedl pro ně Saint-Simon označení „proletariát“. Sociální postavení dělníků v raném kapitalismu studoval také Karel Marx a později v knize „Kapitál“ vytvořil a zdůvodnil teorii vykořisťování a proletářské revoluce.
Zejména kvalifikovaní a vzdělaní dělníci se organizovali už v 18. století, nejčastější v podpůrných spolcích, aby se vyhnuli pronásledování. Širší organizace dělnického hnutí souvisela s revolucemi roku 1848, kdy Marx také vydal Komunistický manifest s heslem Proletáři všech zemí, spojte se! Nicméně myšlenka mezinárodní proletářské organizace se uskutečnila až roku 1864 jako První internacionála. Brzy nato začaly vznikat v různých zemích i první dělnické strany (v Německu 1864, v Čechách 1878, ve Francii 1879, ve Velké Británii 1899), které bojovaly především za volební právo.
Zejména v Německu si vláda uvědomila význam dělnického hnutí a kancléř Bismarck, aby vzal dělnickému hnutí vítr z plachet, prosadil od roku 1883 důležité sociální zákony. Práva dělníků podpořila také katolická církev (encyklika Rerum novarum 1891), regulace pracovní doby, práce dětí a žen nebo práce v noci se prosadila i v dalších zemích a kolem roku 1900 se začalo prosazovat všeobecné volební právo. Tím se postavení dělníků a zaměstnanců změnilo, takže i dělnické hnutí se začalo dělit na „reformní“ proud sociální demokracie (Druhá internacionála, 1889) a „revoluční“ proud komunismu, který i nadále užíval název „proletariát“.
S dalším zlepšováním právního i sociálního postavení dělníků ve vyspělých zemích světa, se špatnými zkušenostmi se sovětským komunismem a zejména s nástupem postindustriální společnosti po druhé světové válce se o proletariátu přestalo mluvit a slovo dnes patří jen do ideologie revoluční levice.